# Tocantinópolis
Tocantinópolis is een gemeente in de Braziliaanse deelstaat Tocantins. De gemeente telt 21.826 inwoners (schatting 2009). De plaats ligt aan de Tocantins met aan de overzijde Porto Franco.
De plaats is zetel van het rooms-katholieke bisdom Tocantinópolis.

## Aangrenzende gemeenten
De gemeente grenst aan Porto Franco, Maurilândia do Tocantins, Aguiarnópolis en Nazaré.

## Verkeer en vervoer
De stad ligt aan de wegen TO-126 en TO-210.

## Galerij

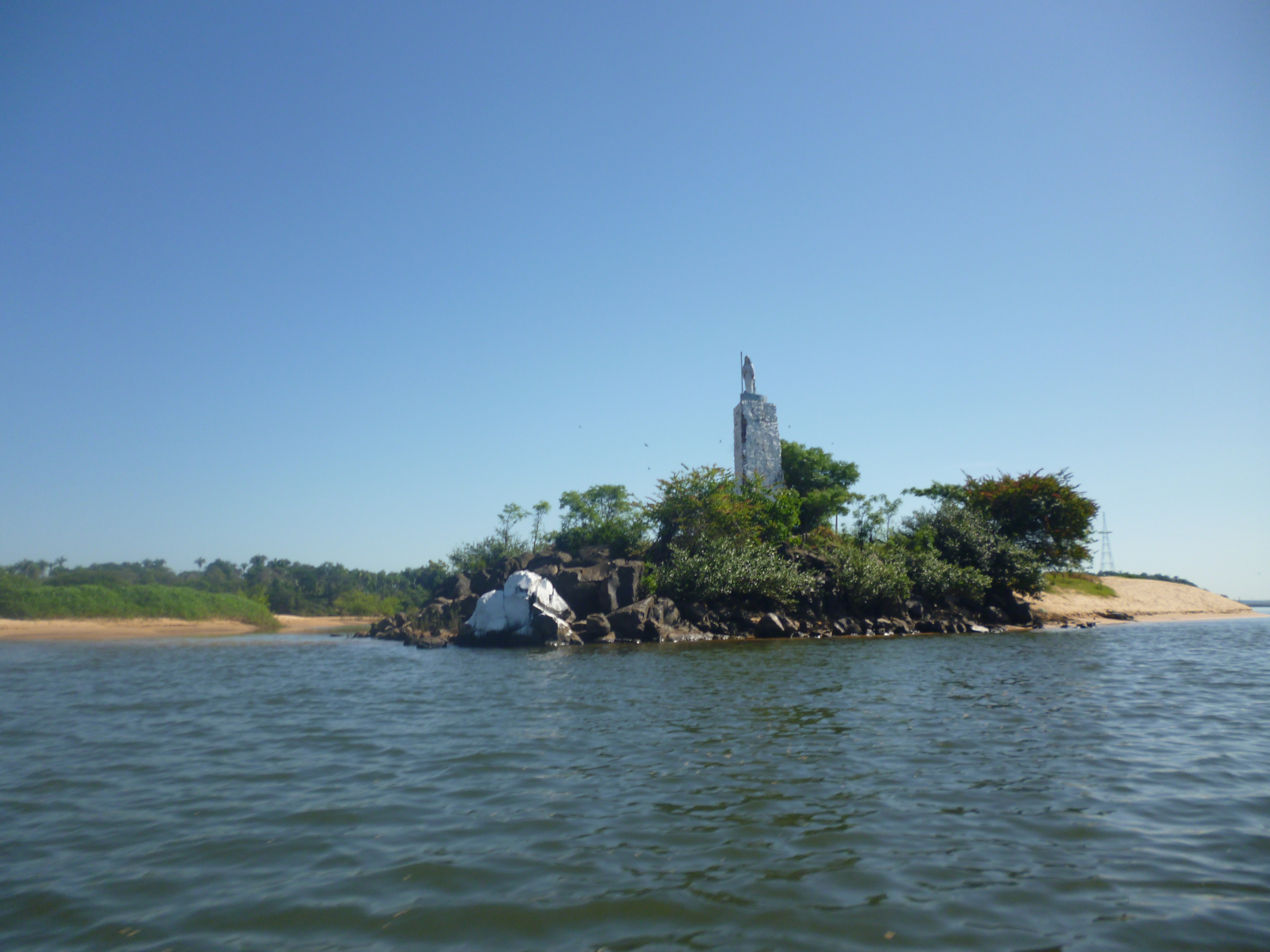
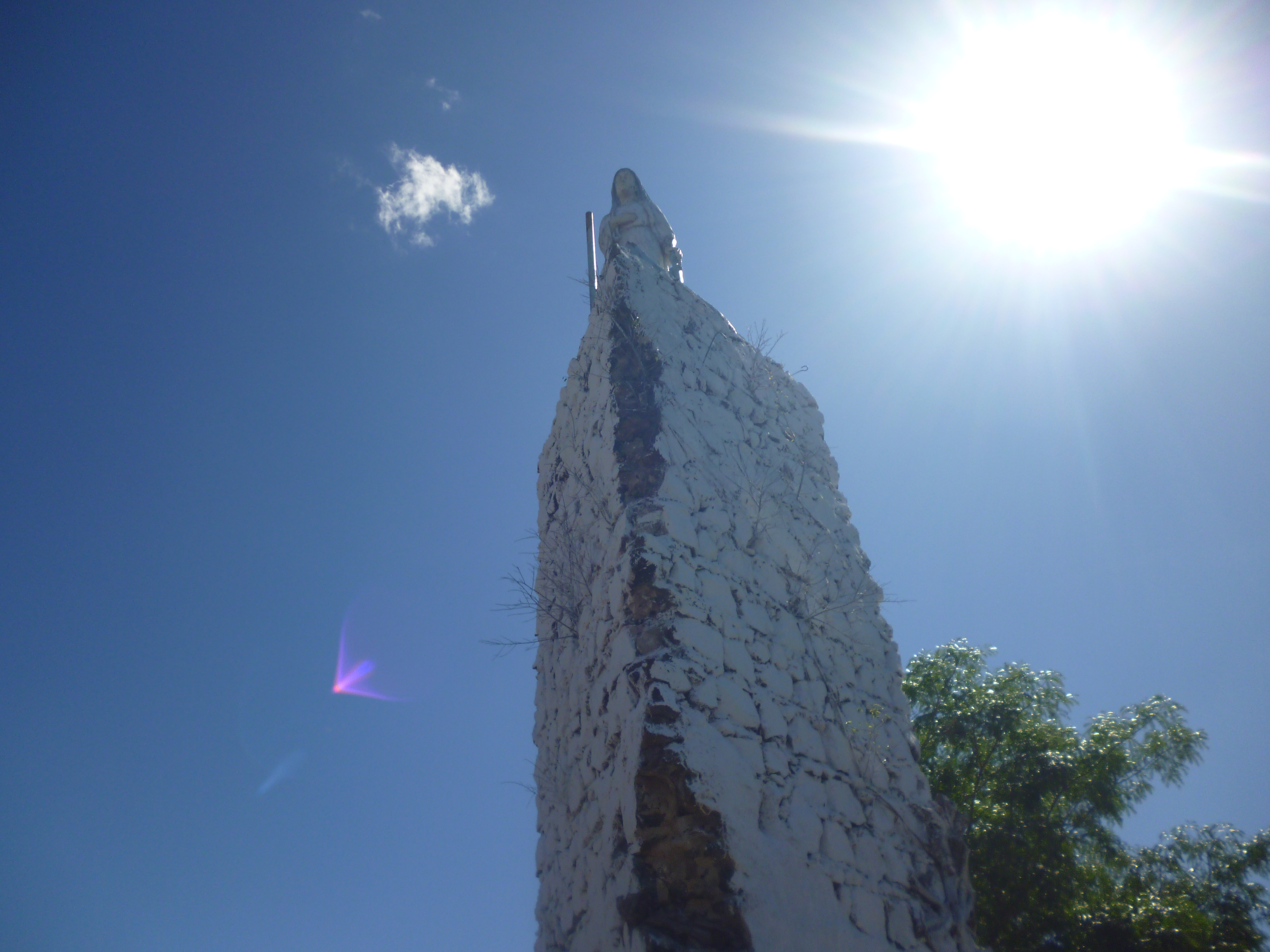
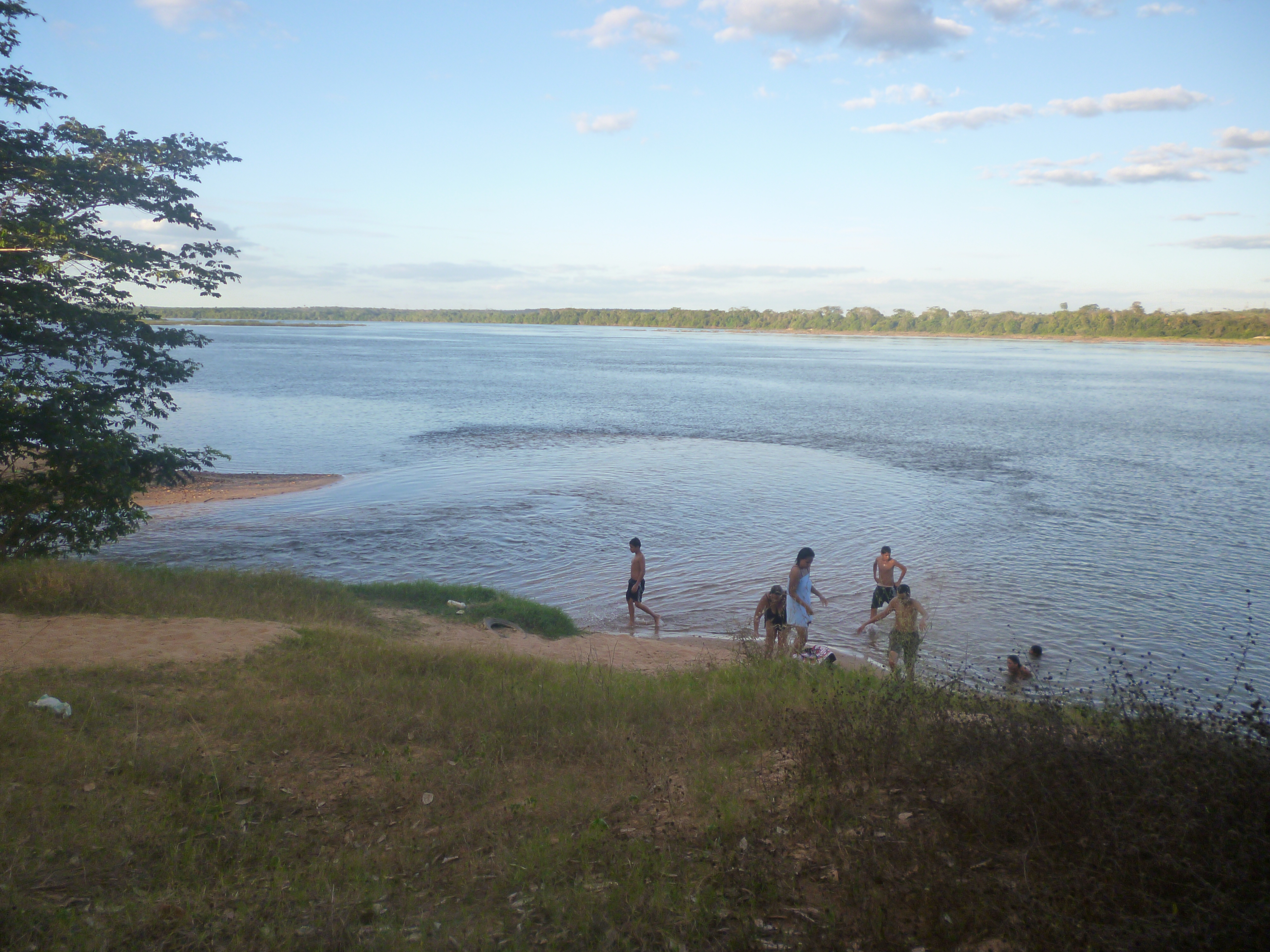
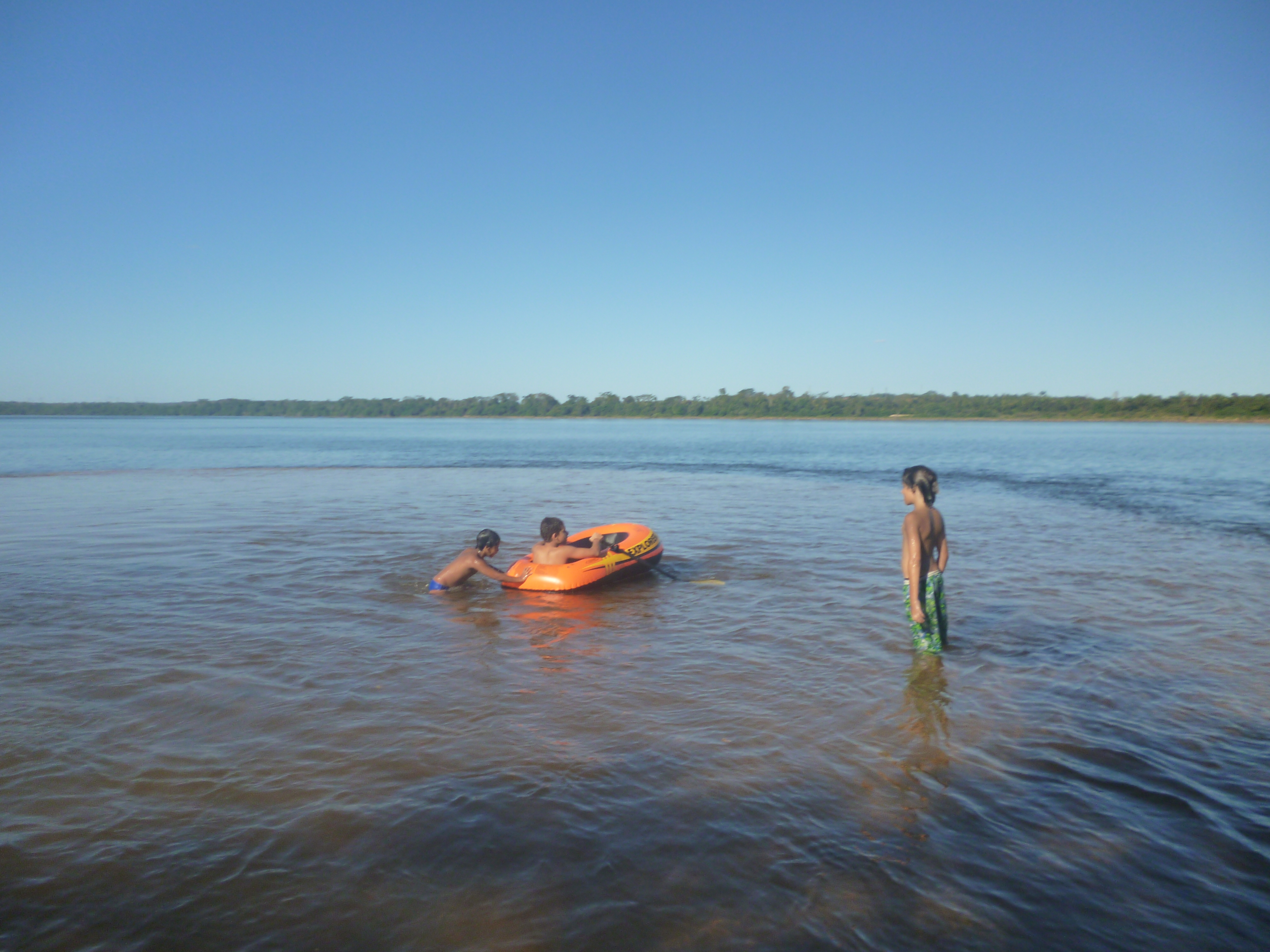
Rio Tocantins